# 巴尼布里

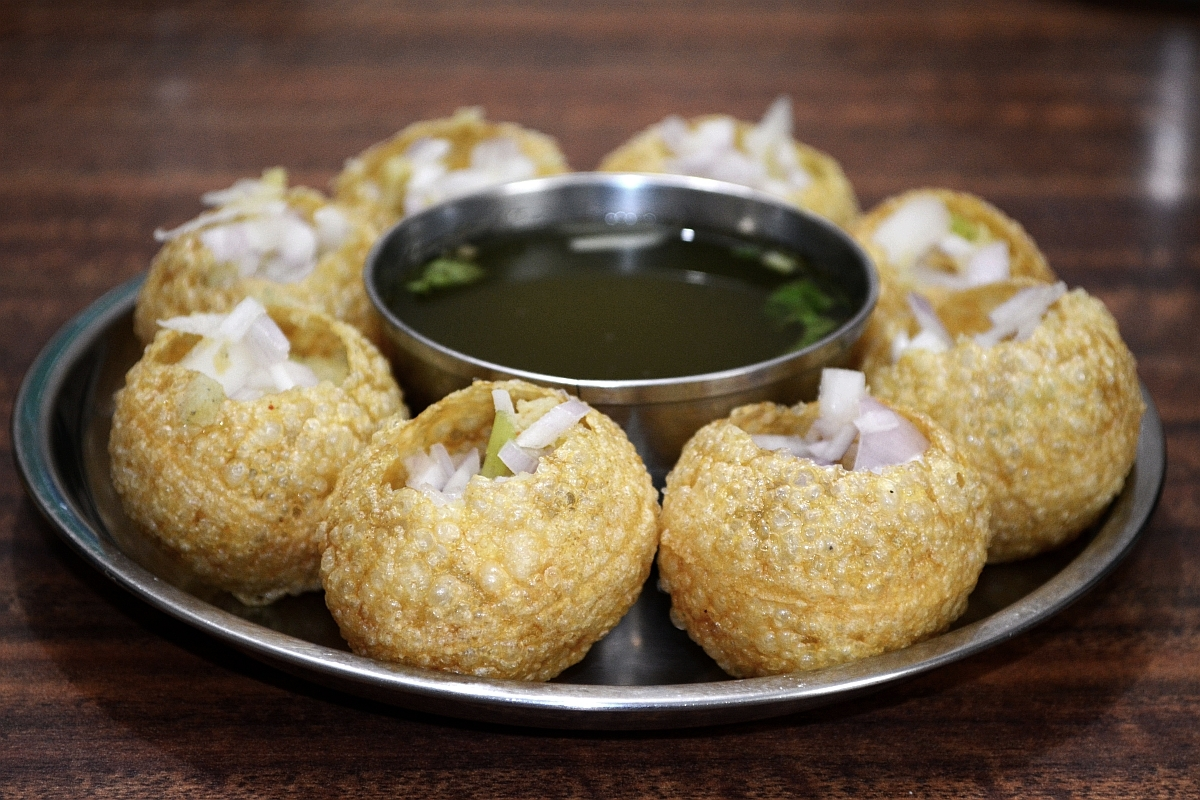
巴尼布里

巴尼布里（pānīpūrīⓘ），又称印度脆球，是印度常見的一種街頭小吃。“巴尼”（Pani）的意思是水，而“布里”（Puri）是酥脆的餅。巴尼布里為空心的油炸球，小販用手指在上面按出一個洞來，填上馬鈴薯泥、洋蔥、番茄、豆類等等，再澆上一種綠色的非常酸的湯汁，最後撒上鹽和印度香料。

## 名稱
巴尼布里的名字因地區而異。在哈里亞納邦，它被稱為paani patashi；在中央邦稱為fulki；在北方邦稱為golgappa；在孟加拉和尼泊爾稱為phuchka；在古吉拉特邦的部分地區稱為pakodi；在部分地區如奧里薩邦、比哈爾邦、賈坎德邦南部和恰蒂斯加爾邦稱為gup chup。

## 历史
Chaat被认为是巴尼布里的前身。根据烹饪人类学家Kurush Dalal的说法，chaat起源于印度北部（现在的北方邦）。食品历史学家Pushpesh Pant认为巴尼布里起源于北印度（约为现代北方邦）。他还指出，它可能起源于Raj-Kachori。有人做了一个较小的布里，然后用它做了一个巴尼布里。巴尼布里传到了印度其他地方，主要是由于20世纪人们从这个国家的一个地区迁移到另一个地区。